# Nestlé
Nestlé er verdens største producent af mad- og drikkevarer målt på omsætning.
Selskabet blev grundlagt af Henri Nestlé i 1866 og har sit hovedkontor i Vevey i Schweiz.

## Produkter
Babymad
Slik
- Smarties
- After Eight
- Crunch
- Polo
- Kit Kat
- Lion
- Quality Street
- Walnut Whip

Drikkevarer
- Nescafé
- Nestea
- Nesquik
- Nespresso

Morgenmad
- Fitness
- Fitness & Fruits
- Cheerios
- Honey Nut Cheerios
- Nesquik (morgenmad)
- Lion (morgenmad)

Bag selv-kager
- Cake
- Cookies
- Muffins

Is

## Eksterne links
- Nestlé Danmark
- International

- Wikimedia Commons har flere filer relateret til Nestlé

| Schweiz | Spire Denne artikel om et firma eller en virksomhed i Schweiz er en spire som bør udbygges. Du er velkommen til at hjælpe Wikipedia ved at udvide den. |